# Isachneae
Isachneae é uma tribo da subfamília Micrairoideae.

## Gêneros
- Isachne